# NGC 1957
NGC 1957 је елиптична галаксија у сазвежђу Зец која се налази на NGC листи објеката дубоког неба.
Деклинација објекта је - 14° 7' 57" а ректасцензија 5h 32m 55,1s. Привидна величина (магнитуда) објекта NGC 1957 износи 13,9 а фотографска магнитуда 14,9. NGC 1957 је још познат и под ознакама NPM1G -14.0249, PGC 17427.